# Elden Ring
Elden Ring је акциона игра улога коју је направила компанија From Software а издала компанија Bandai Namco Entertainment 25. фебруара 2022. године. Главни режисер је Хидетака Мијазаки који је сценарио писао у сарадњи с писцем Џорџом Р. Р. Мартином, који је радио на стварању света игре. Игра је издата за платформе Windows, Playstation 4, Playstation 5, Xbox One и Xbox Series X/S. 
Elden Ring се дешава у Земљама између — замишљеном свету разореном ратовима после уништења истоименог Elden Ring-а. Играчи управљају подесивим ликом познатим као Укаљан који је на путу да поврати Elden Ring и постане нови Elden Lord. Игра је презентована из трећег лица, док играчи слободно путују кроз интерактиван отворен свет. Неки елементи гејмплеја су задржани из претходних игара серијала Souls, као што су борба која укључује више различитих врста оружја, чаролија и призивања, с додатком јахања и система прављења.
Критичка рецепција је била веома позитивна. Највише су хваљени гејмплеј заснован на отвореном свету као и атмосфера. До октобра 2022. године, Elden Ring је продат у више од 17,5 милиона примерака. Проглашен је за најбољу видео-игру године на свечаној церемонији The Game Awards 2022. 

## Гејмплеј
Elden Ring је игра улога приказана из трећег лица која се фокусира на борбу и истраживање. Има сличне елементе као и претходне игре које је развио From Software, Sekiro: Shadows Die Twice и Bloodborne. Боравећи у отвореном свету, играчима је дозвољено да истражују Земље између и њених шест главних зона, укључујући замкове, пећи и катакомбе. Ове локације се могу истражити животињом за јахање која је уједно и главни мод транспорта, поред могућности за брзо путовање. Током игре, играчи се сусрећу са NPC-евима (енгл. non-playable character) као и са непријатељима, укључујући полу богове који вадају сваким главним делом мапе и служе као главни непријатељи у том делу мапе. 

## Развој
From Software је раније био познат по развоју серијала видео-игара Souls, које су биле познате по великој тешкоћи у борби. Редитељ Хидетака Мијазаки је желео да створи игру отвореног света сличну његовој постојећој игри Dark Souls, намеравајући да Elden Ring буде њена механичка еволуција. Игра је дизајнирана тако да има експанзивније окружење у поређењу са уским тамницама из претходних наслова компаније From Software, при чему се Мијазаки надао да ће већи обим додати слободу и дубину истраживању. Извршни пословни директор компаније From Software Еичи Накађима затражио је од америчког писца фантастике Џорџа Р. Р. Мартина да обезбеди изградњу света за Elden Ring. Мијазаки је остао главни писац главне приче у игри, али је Мартину дао креативну слободу да пише о догађајима који су се одиграли пре дешавања саме игре.

## Пријем и оцене
Elden Ring је добио „универзално признање” од сајта за рецензије Metacritic. Игра се рангира као друга игра са највећом рецензијом на сајту OpenCritic.

## Награде
Многи медији су прогласили Elden Ring игром године за 2022. Неки од њих су: Ars Technica, , , , , , , , , , .
Elden Ring је добитник неколицине награда:
| Година | Награда                    | Категорија                   | Резултат   | Реф.   |
| ------ | -------------------------- | ---------------------------- | ---------- | ------ |
| 2020.  | Golden Joystick Awards     | Most Wanted Game             | Номинација | [ 32 ] |
| 2020.  | The Game Awards 2020       | Most Anticipated Game        | Освојено   | [ 33 ] |
| 2021.  |                            | Most Wanted                  | Освојено   | [ 34 ] |
| 2021.  | Best PlayStation Game      |                              | Освојено   | [ 34 ] |
| 2021.  | Best Action Adventure Game |                              | Освојено   | [ 34 ] |
| 2021.  | Best Role Playing Game     |                              | Освојено   | [ 34 ] |
| 2021.  | Best of Gamescom           |                              | Освојено   | [ 34 ] |
| 2021.  | Golden Joystick Awards     | Most Wanted Game             | Освојено   | [ 35 ] |
| 2021.  | The Game Awards 2021       | Most Anticipated Game        | Освојено   | [ 33 ] |
| 2022.  | Japan Game Awards          | The Grand Award              | Освојено   | [ 36 ] |
| 2022.  | Japan Game Awards          | Award for Excellence         | Освојено   | [ 36 ] |
| 2022.  | Golden Joystick Awards     | Ultimate Game of the Year    | Освојено   | [ 37 ] |
| 2022.  | Golden Joystick Awards     | PlayStation Game of the Year | Номинација | [ 37 ] |
| 2022.  | Golden Joystick Awards     | Best Visual Design           | Освојено   | [ 37 ] |
| 2022.  | Golden Joystick Awards     | Best Multiplayer Game        | Освојено   | [ 37 ] |
| 2022.  | Golden Joystick Awards     | Critics' Choice              | Освојено   | [ 37 ] |
| 2022.  | The Game Awards 2022       | Game of the Year             | Освојено   | [ 38 ] |
| 2022.  | The Game Awards 2022       | Best Game Direction          | Освојено   | [ 38 ] |
| 2022.  | The Game Awards 2022       | Best Narrative               | Номинација | [ 38 ] |
| 2022.  | The Game Awards 2022       | Best Art Direction           | Освојено   | [ 38 ] |
| 2022.  | The Game Awards 2022       | Best Score and Music         | Номинација | [ 38 ] |
| 2022.  | The Game Awards 2022       | Best Audio Design            | Номинација | [ 38 ] |
| 2022.  | The Game Awards 2022       | Best Role Playing            | Освојено   | [ 38 ] |